# 阪神高速6号大和川線
阪神高速6号大和川線（はんしんこうそく6ごう やまとがわせん、英語: Route 6 Yamatogawa  Line）は、大阪府堺市堺区の4号湾岸線から15号堺線と交差して、大阪府松原市の14号松原線に直結する阪神高速道路の路線である。大和川の南岸を東西に走る路線であり、大阪都市再生環状道路の一端も担う計画となっている。当初は2016年（平成28年）度末の全線開通を目指していたが、常磐出入口（松原JCT方面）付近の開削トンネル工事での地下水対策が難航したため大幅延期され、2020年（令和2年）3月29日に全線開通。

## 概要
大和川線が一部を担う大阪都市再生環状道路は、大阪都心部の環状道路（阪神高速1号環状線） の外側に新たに環状道路を整備し、都心部の通過交通の低減による交通渋滞緩和などが目的の道路である。都心部にやむなく流入する通過交通は非常に多く、交通混雑による経済的損失は非常に大きい。また、交通混雑により旅行速度が低下するため、排出される二酸化炭素の量も増加し、沿道環境への影響が懸念されている。大和川線を含めた大阪都市再生環状道路の整備により、これらへの効果は非常に大きいといわれている。大和川線の開通により都心部に流入することなく湾岸線へ向かう事ができるようになり、交通量の増大により老朽化が進行していた松原線の喜連瓜破付近の橋梁架け替え工事を2022年6月から3年の予定で着手。松原線の一部区間を通行止にする形で大和川線を利用した迂回路を形成している。
沿線地域への影響も大きい。三宝JCT付近に埋立により造成された堺浜は、物流関連企業の進出が増えている。関西三空港や阪神港へのアクセスがよく、さらに大和川線の開通により、松原JCT方面へのアクセスもよくなるためである。また、堺浜には国により基幹的広域防災拠点が整備され、広域的な災害発生時には災害応急活動の中心となる重要な機能を持つ拠点となる。大和川線の整備により、松原JCT方面への移動時間が減り、奈良、和歌山、東海方面の災害時にも機能を発揮する。
大和川線は全長9.7 kmのうち、三宝JCTへのランプウェイおよび三宅西出入口・三宅JCT間が高架になっている以外は地下トンネルまたは掘割構造である。これは、大和川沿川の景観保護、周辺の環境への影響、沿道の土地利用について勘案したためである。開削した土地に箱型のトンネルを造り、元の地面まで埋め戻す開削工法で施工される区間と、地下からシールドマシンで掘り進めるシールド工法で施工される区間がある。後者のシールド工法では、上下線2本のトンネルの間隔が1 mほどで、これがシールド区間約4.4 km全線にわたって連続するため、日本初の「長距離で超近接の大断面併設シールドトンネル構造」となった。
大和川の南岸という立地と、多くの区間で地下を通るという点から、トンネル完成後の上部に盛土をし、大和川の堤防を強化する高規格堤防の整備も一体的に行われている。
なお、大和川第三トンネル（常磐出入口の前後区間）は西除川の下を通っており、また同トンネルと大和川第一・第二トンネルも大和川の近くを通ることから水底トンネルとされているが、事故があっても流量が微量で、離隔距離もあること、大和川第三トンネルの全長が4.9 kmであることなどから、危険物積載車両の通行禁止措置は執られていない。

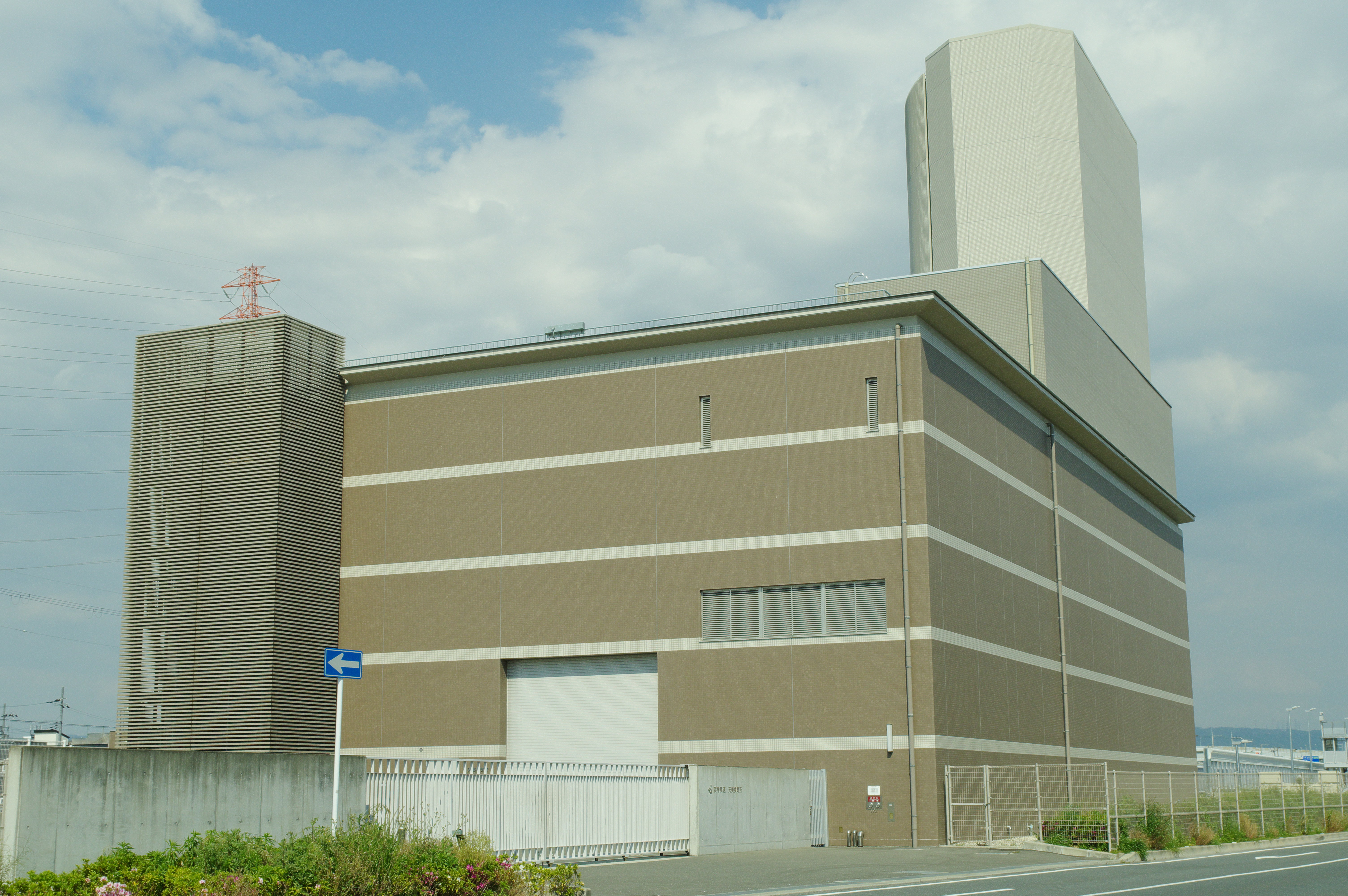
天美換気所　　大阪府松原市天美北
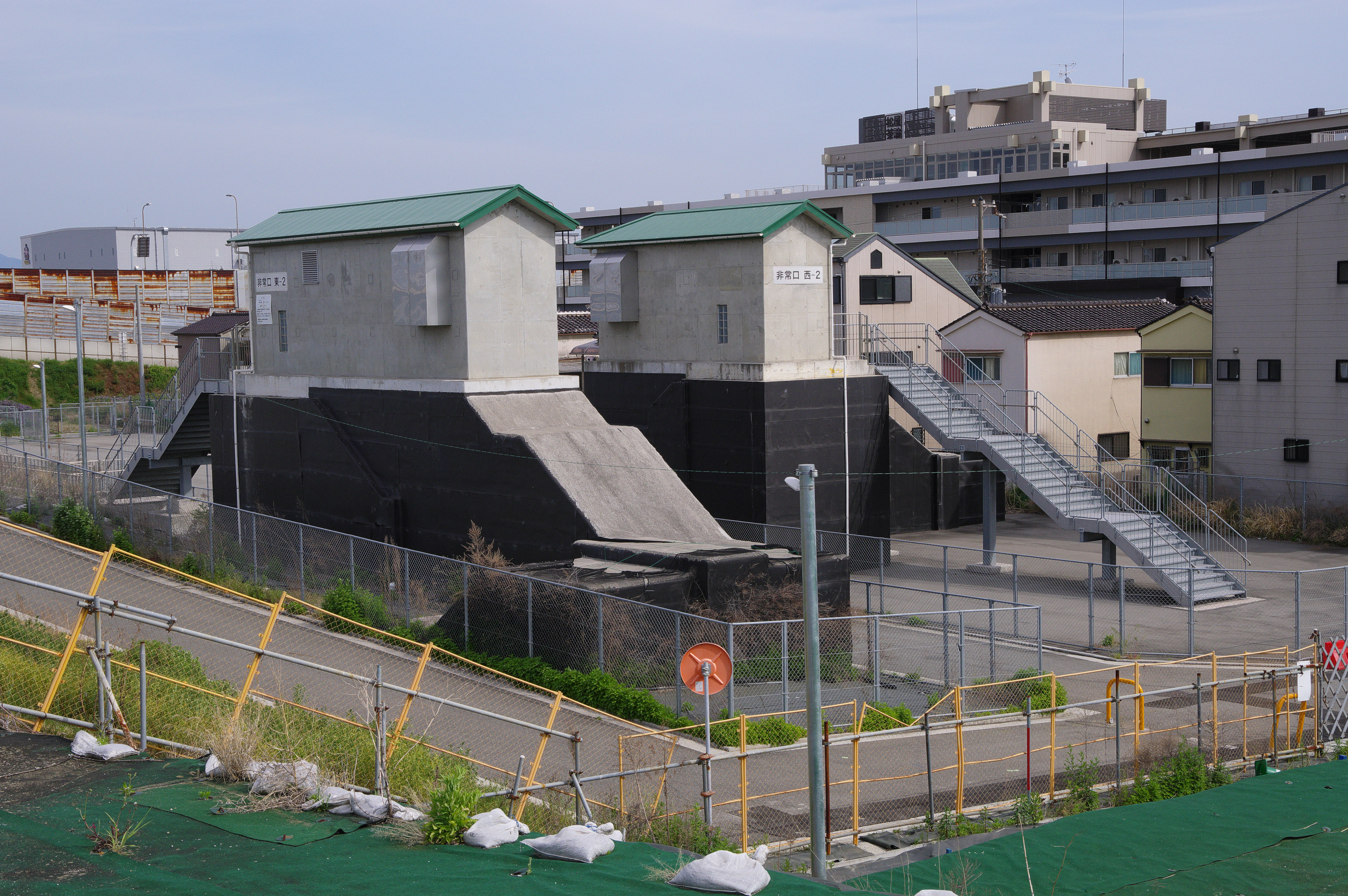
非常口 　大阪府堺市堺区松屋大和川通
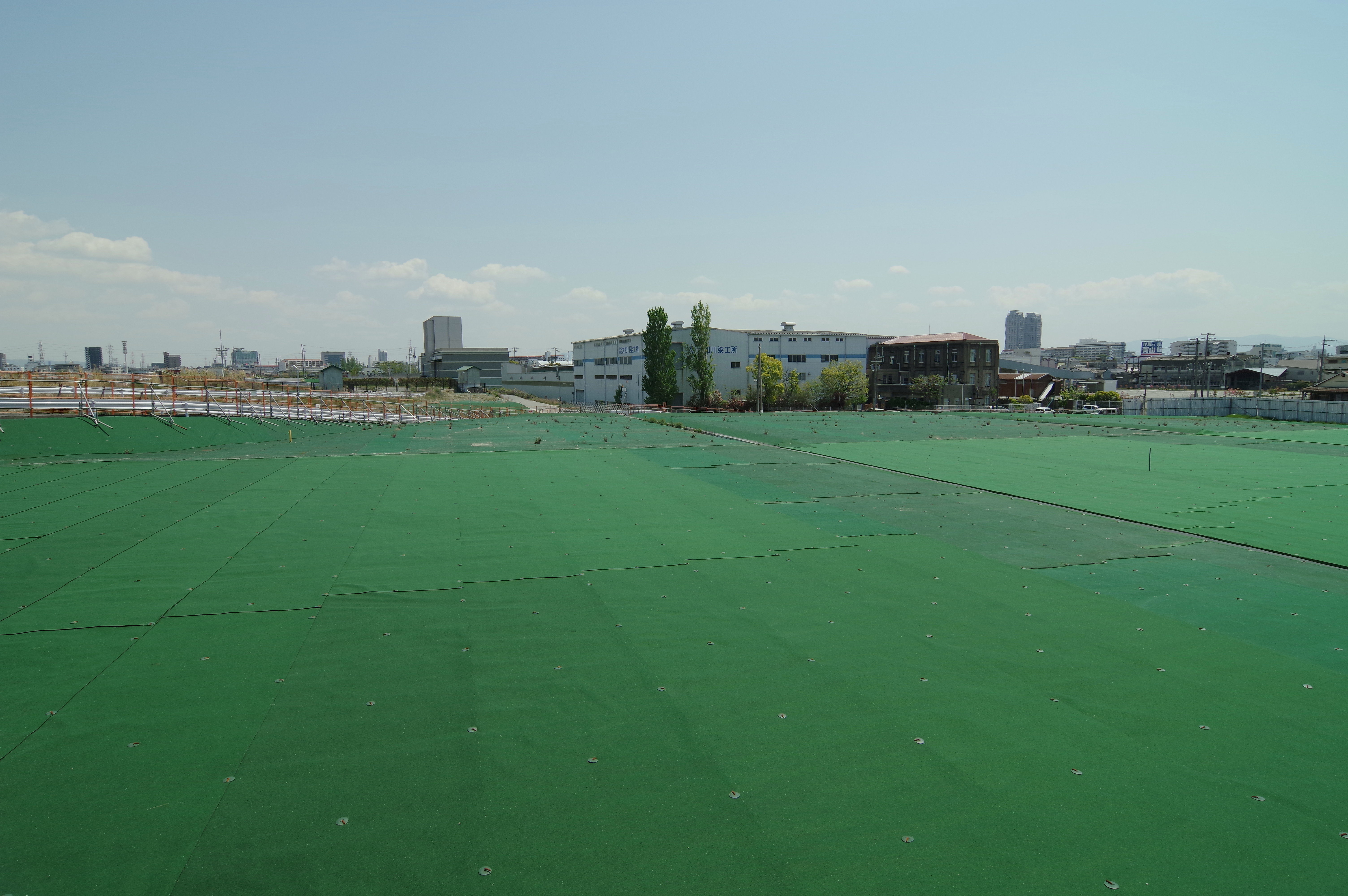
盛土　大阪府堺市堺区遠里小野町
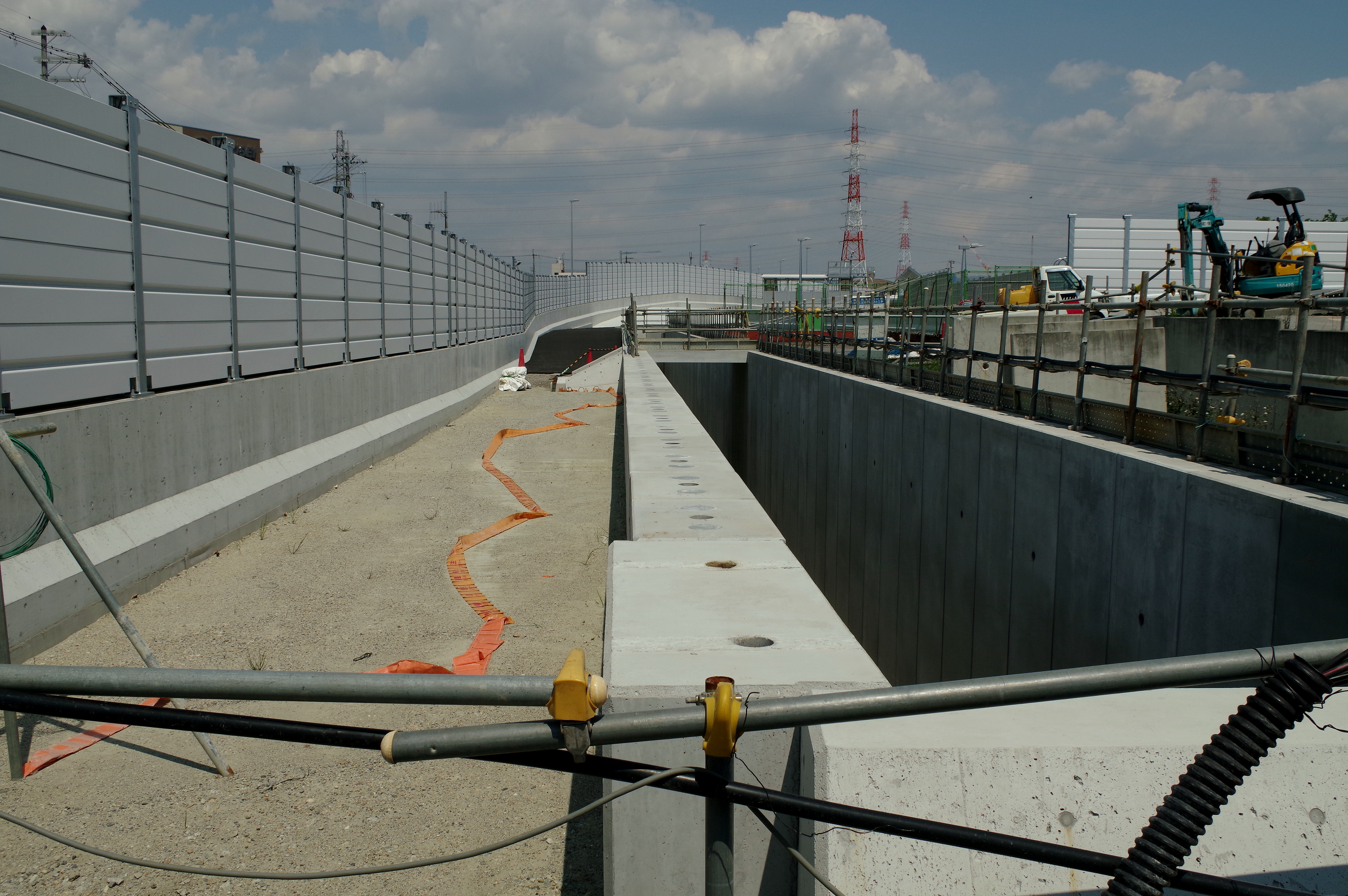
常磐出入口と西除川（工事中）　大阪府堺市北区東浅香山町　常磐町

## 出入口など
- 路線名の特記がないものは市道と接続。
- 全線大阪府内に所在。

| 出入口 番号                                                 | 施設名         | 接続路線名                | 起点 から (km) | 備考                                     | 所在地 | 所在地 |
| ----------------------------------------------------------- | -------------- | ------------------------- | -------------- | ---------------------------------------- | ------ | ------ |
| 6-01                                                        | 三宝出入口/JCT | 4号湾岸線                 | 0.0            | 神戸・南港／泉佐野 方面 入口はETC専用    | 堺市   | 堺区   |
| 6-02                                                        | 鉄砲出入口     | 国道26号                  | 1.4            | 三宝方面出入口                           | 堺市   | 堺区   |
| 6-03                                                        | 鉄砲出入口     | 国道26号                  | 2.1            | 松原方面出入口                           | 堺市   | 堺区   |
| 6-04                                                        | 常磐出入口     | 大阪高石線                | 5.2            | 三宝方面出入口                           | 堺市   | 北区   |
| 6-05                                                        | 常磐出入口     | 大阪高石線                | 6.3            | 松原方面出入口                           | 堺市   | 北区   |
| 6-06                                                        | 天美出入口     | 大阪狭山線                | 7.8            | 三宝方面出入口 入口はETC専用             | 松原市 | 松原市 |
| -                                                           | 三宅西TB       | -                         | 9.1            | 西行き方面のみ                           | 松原市 | 松原市 |
| 6-07                                                        | 三宅西出入口   | 住吉八尾線                | 9.1            | 松原方面出入口 入口はETC専用             | 松原市 | 松原市 |
| -                                                           | 三宅JCT        | 14号松原線（松原JCT方面） | 9.7            | 大堀出入口／西名阪道・近畿道・阪和道方面 | 松原市 | 松原市 |
| 阪神高速14号松原線 松原JCT方面・E25 西名阪自動車道 天理方面 |                |                           |                |                                          |        |        |

## 計画廃止・未供用施設
- 大和川第一ジャンクション
  - 堺市堺区鉄砲町付近で阪神高速15号堺線と接続するジャンクション[15]。大和川線全通後も未供用。暫定措置として、4号湾岸線大浜出入口（泉佐野方面）・15号堺線堺出入口間で乗り継ぎ制度を設定[16][17]。
- 遠里小野出入口
  - 堺市堺区遠里小野町一丁付近で大阪府道30号大阪和泉泉南線と接続する出入口[18]。2007年8月8日計画廃止[15]。代替措置として鉄砲出入口（湾岸線方面）を設置[19]。
- 大和川第二ジャンクション
  - 阪神高速道路大阪泉北線と接続するジャンクション。2005年、大阪泉北線とともに計画廃止[20]。

## 路線データ
法定路線名は「大阪府道高速大和川線」。阪神高速道路管理ということで府道番号はない。
道路構造令における道路規格は本線部が第二種第一級、出入口がA規格である。設計速度は、堺市堺区築港八幡町 - 同区松屋大和川通三丁（延長0.6 km）の区間が60 km/h、堺市堺区松屋大和川通三丁 - 松原市三宅中八丁目（延長8.5 km）の区間が80 km/hである。

## 歴史
- 2013年（平成25年）3月21日 : 三宅西出入口 - 三宅中（三宅JCT）間開通。これにより、阪神高速14号松原線と接続[21]。
- 2013年（平成25年）12月15日 : 4号湾岸線の三宝出入口（泉佐野・関西空港方面の入口除く）が再開・新設された[22][23]。
- 2015年（平成27年）3月29日 : 4号湾岸線の三宝入口（泉佐野・関西空港方面）が新設[24]。
- 2017年（平成29年）1月21日 : 三宝JCT - 鉄砲出入口間を歩く「ハイウェイウォーク」を開催[25]。
- 2017年（平成29年）1月28日 : 三宝出入口/JCT - 鉄砲出入口間開通。これにより、阪神高速4号湾岸線と接続[26]。
- 2020年（令和2年）3月29日 : 鉄砲出入口 - 三宅西出入口間開通に伴い、全線開通[3]。

## 車線・最高速度
| 区間              | 車線 上下線=上り線+下り線 | 最高速度 |
| ----------------- | ------------------------- | -------- |
| 三宝JCT - 三宅JCT | 4=2+2                     | 80km/h   |

## 交通量
24時間交通量（台）　道路交通センサス
| 区間                               | 平成27（2015）年度 | 令和3（2021）年度 |
| ---------------------------------- | ------------------ | ----------------- |
| 三宝JCT/出入口 - 鉄砲出入口（西）  | 調査当時未開通     | 29,033            |
| 鉄砲出入口（西）- 鉄砲出入口（東） | 調査当時未開通     | 29,033            |
| 鉄砲出入口（東）- 常磐出入口（西） | 調査当時未開通     | 31,518            |
| 常磐出入口（西）- 常磐出入口（東） | 調査当時未開通     | 31,518            |
| 常磐出入口（東）- 天美出入口       | 調査当時未開通     | 31,688            |
| 天美出入口 - 三宅西出入口          | 調査当時未開通     | 28,697            |
| 三宅西出入口 - 三宅JCT             | 2,552              | 33,318            |

（出典：「平成27年度全国道路・街路交通情勢調査」・「令和3年度全国道路・街路交通情勢調査」（国土交通省ホームページ）より一部データを抜粋して作成）
- 令和2年度に実施予定だった交通量調査は、新型コロナウイルスの影響で延期された[27]。